# Лили Лашкова
Лили Маринова Лашкова е българска славистка, преподавател в Софийския университет.

## Биография
Родена е на 7 септември 1943 г. Завършва Софийския университет „Климент Охридски“, специалност „Славянска филология“ (сърбохърватски език) през 1964 г. Завършва аспирантура (докторантура) под ръководството на проф. Иван Леков. Специализира в Нови Сад при академиците Милка Ивич и Павле Ивич. Основоположник е на научната лингвистична сърбохърватистика в България.
Дългогодишен преподавател във Факултета по славянски филологии на Софийския университет, във филологическите факултети на Пловдивския и Югозападния университет. Лектор по български език и култура в Белградския университет през периода 2004-2008 г. Уважаван специалист в научните среди в страните от бивша Югославия.

## Трудове
- Лили Лашкова. Сърбо-хърватска граматика: сръбски, хърватски, босненски. 2 доп. изд. София Емас, 2005. 376
- Лили Лашкова. Увод в сравнителната граматика на славянските езици. София „Емас“, 2000
- Лили Лашкова. Историjска фонологиjа словенских jезика. Београд, 2010. 189 с.